# Philip Miller
Philip Miller FRS (1691 – 18 de desembre de 1771) va ser un botànic escocès.
Miller va ser el cap jardiner del Chelsea Physic Garden des de 1722 fins que va ser forçat a retirar-se poc abans de la seva mort. D'acord amb el botànic Peter Collinson, qui visità el physic garden el juliol de 1764, Miller "va fer alçar la reputació del Chelsea Garden per la gran varietat de plantes de tots els tipus i climes..." Miller va escriure The Gardener's and Florists Dictionary or a Complete System of Horticulture (1724) i The Gardener's Dictionary containing the Methods of Cultivating and Improving the Kitchen Fruit and Flower Garden, amb moltes edicions i que va ser traduït al neerlandès per Job Baster.
Miller amb la correspondència amb altres botànics obtingué plantes de tot el món, moltes de les quals ells va cultivar per primera vegada a Anglaterra. Va ser escollit membre de la Royal Society. Va ser mestre de William Aiton, qui més tard va ser jardiner del Kew, i de William Forsyth, d'on prové el nom del gènere Forsythia. El Quart Duc de Bedford el contractà per esporgar els arbres fruiters de Woburn Abbey i per tenir cura de la seva col·lecció d'arbres americans les llavors dels quals van ser recollides a Amèrica per John Bartram.
Miller era contrari a usar la nova nomenclatura binomial de Carl von Linné, preferint la classificació de Joseph Pitton de Tournefort i John Ray però a Linnaeus li agradà el Gardeners Dictionary de Miller, Miller només es canvià a la nomenclatura de Linnaeus en l'edició del The Gardeners Dictionary de 1768, però ja havia descrit alguns gèneres com Larix i Vanilla, vàlids en el sistema lineà l'any 1754.
Miller envià les primeres llavors de cotoner de fibra llarga desenvolupades per la colonia americana de Geòrgia el 1733.
Un dels fills de Miller, Charles, va ser el primer cap del Jardí Botànic de Cambridge.
La signatura abreujada com a botànic de Philip Miller és:  Mill.